# فرودگاه بارکلدین
فرودگاه بارکلدین (به انگلیسی: Barcaldine Airport) یک فرودگاه همگانی با کد یاتا BCI است که یک باند فرود آسفالت دارد و طول باند آن ۱۷۰۴ متر است. این فرودگاه در کشور استرالیا قرار دارد و در ارتفاع ۲۶۸ متری از سطح دریا واقع شده‌است.

## شرکت‌های هواپیمایی و مقصدهای پروازی
| شرکت‌های هواپیمایی                      | مقصدهای پروازی   |
| -------------------------------------- | ---------------- |
| جتگو استرالیا                          | بریزبن (charter) |
| کانتاس‌لینک اجرا توسط سان‌استیت ایرلاینز | بریزبن، لانگریچ  |